# TV Niederwürzbach
Le TV Niederwürzbach est un club allemand de handball basé à Niederwürzbach, un quartier de la ville de Blieskastel en Sarre.
Le club a évolué en championnat d'Allemagne entre 1989 et 1999, année où il est relégué en championnat amateur de la Sarre à la suite de gros problèmes financiers. Il n'a depuis lors jamais retrouvé le haut niveau en Allemagne.

## Palmarès
Compétition nationales
- Deuxième du Championnat d'Allemagne en 1993, 1994
- Finaliste de la coupe d'Allemagne en 1991, 1998
- Vainqueur du Championnat d'Allemagne de D2 (poule Sud) en 1989

Compétition continentales
- Vainqueur de la Coupe d'Europe des Villes (C4) en 1995

## Joueurs célèbres
- Markus Baur : de 1997 à 1998
- Stéphane Cordinier : de 1998 à 1999
- François-Xavier Houlet : de 1997 à 1999
- Stéphane Joulin : de 1998 à 1999
- Nedeljko Jovanović : de janvier à décembre 1998
- Andreï Lavrov : de 1996 à 1999
- Stefan Lövgren : de 1998 à 1999
- Staffan Olsson : de 1992 à 1996
- Momir Rnic : de 1986 à 1990
- Philippe Schaaf : de 1996 à 1999
- Christian Schwarzer : de 1991 à 1999